# Biroella tardigrada
Biroella tardigrada är en insektsart som beskrevs av Sjöstedt 1920. Biroella tardigrada ingår i släktet Biroella och familjen Morabidae. Inga underarter finns listade i Catalogue of Life.